# Pineapple Express (Soundtrack)
Pineapple Express ist das 2008 erschienene Soundtrack-Album des US-amerikanischen Films Ananas Express. Es enthält fast ausschließlich Lieder aus den 1980er und 1990er Jahren, die einzigen Ausnahmen bilden der von Huey Lewis & the News gespielte Titelsong und zwei von Graeme Revell komponierte Instrumentalstücke.

## Rezeption
James Christopher Monger schrieb für allmusic, das Titellied sei „eine Rückkehr in die Sports-Ära“ von Huey Lewis & the News und spiegele den „bluesigen, saxophongetriebenen Backbeat“ von The Heart of Rock & Roll und I Want a New Drug wider. Es sei „keineswegs ein schlechtes Lied“, doch das „Fehlen eines erinnerbaren Refrains“ und die Integration eines Soundsamples des Schauspielers Seth Rogen beim Kiffen hinterließen „den Eindruck einer Parodie.“ Dem Titelsong folge „eine ziemlich schwunglose Sammlung grundverschiedener Titel für einen so willkürlich konstruierten Film.“

## Titelliste
| Nr. | Titel                                           | Musik | Interpret                       | Länge |
| --- | ----------------------------------------------- | ----- | ------------------------------- | ----- |
| 1.  | Pineapple Express                               |       | Huey Lewis & the News           | 4:26  |
| 2.  | Electric Avenue                                 |       | Eddy Grant                      | 3:48  |
| 3.  | Dr. Greenthumb                                  |       | Cypress Hill                    | 3:08  |
| 4.  | Lost at Birth                                   |       | Public Enemy                    | 3:33  |
| 5.  | Poison                                          |       | Bel Biv Devoe                   | 4:20  |
| 6.  | Wanted Dread and Alive                          |       | Peter Tosh                      | 4:22  |
| 7.  | Don’t Look Around                               |       | Mountain                        | 3:44  |
| 8.  | Pineapple Chase (a.k.a. The Reprise of Phoenix) |       | Graeme Revell                   | 3:03  |
| 9.  | Bird’s Lament                                   |       | Moondog & The London Saxophonic | 2:22  |
| 10. | Coconut Girl                                    |       | Brother Nolan                   | 3:36  |
| 11. | Hiilawe                                         |       | Arthur Lyman                    | 1:09  |
| 12. | Tha Crossroads                                  |       | Bone Thugs-N-Harmony            | 3:45  |
| 13. | Pineapple Fight (a.k.a. The Nemesis Proclaimed) |       | Graeme Revell                   | 3:08  |
| 14. | I Didn’t Mean to Hurt You                       |       | Spiritualized                   | 5:12  |
| 15. | Woke Up Laughing                                |       | Robert Palmer                   | 3:35  |